# Maria Craemer-Schleger
Maria Craemer-Schleger fou un cantant d'òpera alemanya, activa entre els anys 1880 i 1897
S'inicià en la música de principi com a pianista, més havent descobert en Marie, la seva amiga la soprano Wally Schauseil, excel·lents disposicions per l'art del cant, la feu inclinar vers aquesta banda artística. S'hi dedicà i esmerçà i assolí encantar, tant al públic d'Holanda com el d'Alemanya, on es distingí principalment en la Gewandhaus de Leipzig, a Colònia i en la festa comercial de Magúncia, per les seves excel·lents audicions.